# Phaeonychium
Phaeonychium là chi thực vật có hoa trong họ Cải.